# Závodi János
Závodi János (Ercsi, 1947. december 24. –) magyar gitáros.

## Pályafutása
1968-ban a Mini együttesben zenélt, szombatonként a Bem Rockparton léptek fel. 1971-től két évig a Kexben játszott, vasárnaponként ugyanitt léptek fel. 1973-tól a Non-Stop tagja lett. Köves Miklóssal és Som Lajossal elhatározták, hogy miután svájci és németországi vendéglátós fellépéseikről visszatérnek, zenekart alapítanak. Ez az együttes lett a Piramis, melynek 1975-től 1982-ig volt tagja. 
A Piramis feloszlását követően 1983-ban a Hobo Blues Bandhez csatlakozott, ahol másfél éven keresztül gitározott. 1984 és 1987 között Svájcban és Nyugat-Németországban járt vendéglátós fellépéseken. 1988-ban alapította meg a Závodi Janó és barátai együttest, 1990-ben hozták létre Török Ádámmal R.A.B.B.-ot, amelyben Köves Miklóssal játszott újra együtt. 1994-ben a Tunyogi Rock Band tagja lett, amely 2004-től 2006-ig The Rock Band néven működött tovább. Pályafutása során együtt dolgozott Szécsi Pállal, Schöck Ottóval, az Ős-Bikinivel és Victor Máté szimfonikus lemezének elkészítésében is segédkezett.
2009-ben részt vett a Piramis újjáalakításában (kezdetben Piramis Plusz név alatt). 2016-tól a Piramis egykori énekesével, Révész Sándorral is újra közösen koncertezik a Piramis-évek turné keretében.

## Díjai
- Fonogram Életműdíj (2022, megosztva a Piramis tagjaival)